# Gambusia affinis

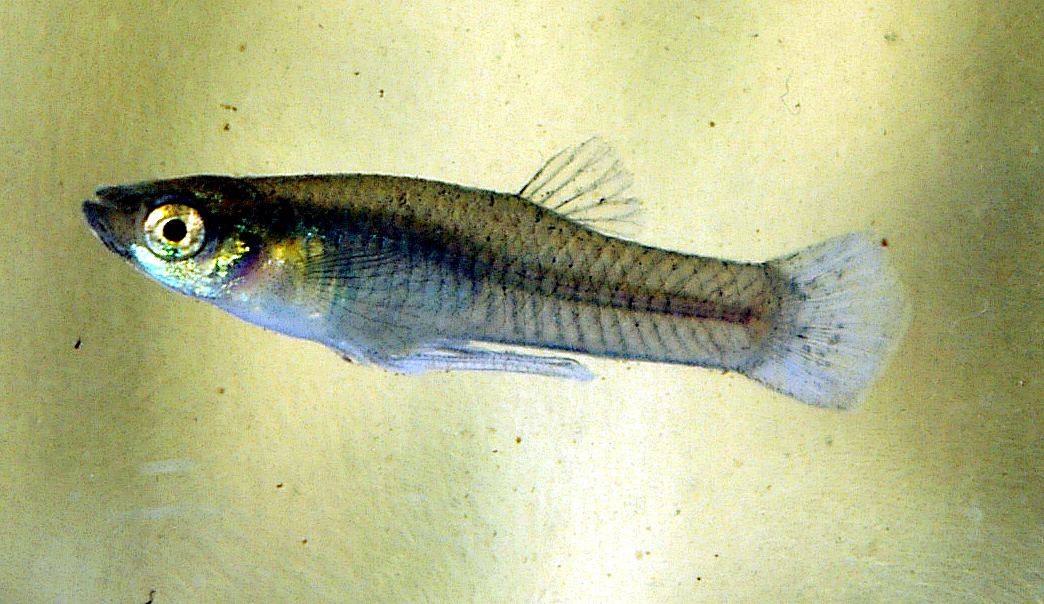
Mannetje

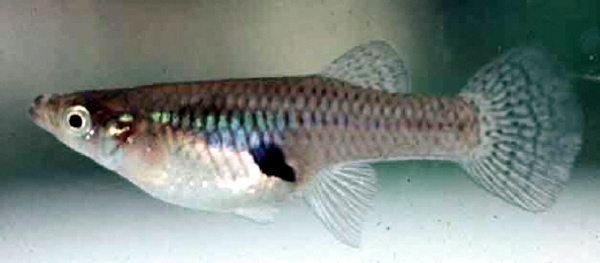
Vrouwtje

Gambusia affinis of muskietenvisje is een zoetwatervis uit de familie van de levendbarende tandkarpers (Poeciliidae). De soort komt oorspronkelijk uit het stroomgebied van de rivieren die uitkomen op de Golf van Mexico. Het muskietenvisje leeft nu op alle continenten behalve Antarctica. Het is een uitgesproken exoot die door de IUCN wordt vermeld als een van de 100 ergste invasieve soorten ter wereld.
De geslachtsnaam Gambusia is afgeleid van de Cubaans-Spaanse term gambusino, wat nutteloos betekent.

## Voorkomen
Muskietenvisjes voeden zich met de in het water levende larven en poppen van muggen. Ze zijn ecologisch opmerkelijk robuust, zij overleven in de wateren met een zeer laag zuurstofgehalte, hoge zoutgehaltes (waaronder twee maal dat van zeewater), en hoge temperaturen; ze kunnen zelfs voor korte periodes in wateren tot overleven tot 42 °C. Daardoor is deze soort een zeer succesrijke exoot, die op veel plaatsen in de wereld is ingevoerd als een biologisch bestrijdingsmiddel tegen malariamuggen. De meerderheid van deze introducties was overbodig want in de meeste landen waar het muskietenvisjes werd ingevoerd, reguleerden de inheemse vissoorten de muggenpopulaties in voldoende mate. De introductie van het muskietenvisje bleek alleen maar zeer schadelijk voor de inheemse vissoorten en andere endemische waterdieren. In Australië veroorzaakte een nauwe verwant, Gambusia holbrooki grote schade aan inheemse vissoorten en kikkers. Mogelijk was deze introductie de oorzaak van het uitsterven van een soort regenboogvis in beekjes in de buurt van Brisbane.

## Beschrijving
Het muskietenvisje is klein en dik, grijs gekleurd en vrij fors. Het heeft een afgeronde staart en een bovenstandige bek, een aanpassing aan foerageren aan het wateroppervlak. Muskietenvisjes lijken een beetje op de vrouwtjes van de guppy, die overigens behoort tot dezelfde familie van de levendbarende tandkarpers. Ook bij het muskietenvisje is sprake van seksueel dimorfisme; volwassen vrouwtjes bereiken een maximale lengte van 7 cm, terwijl de mannetjes maar 4 cm lang worden. Dit verschil is ook te zien in anatomische en fysiologische structuren; zo lijkt de aarsvin van het vrouwtjes op haar rugvin, terwijl de aarsvin van het mannetje is vergroeid tot een orgaan (een gonopodium) met de functie van een penis dat wordt gebruikt om zaadcellen bij het vrouwtje naar binnen te brengen. De bevruchting is dus inwendig (niet algemeen voorkomend bij beenvissen). Het vrouwtjes slaat het sperma op in haar voortplantingsorgaan, waar het maximaal twee maanden kan blijven. De soort is dus levendbarend waardoor de jonge visjes een veel hogere overlevingskans hebben dan bij vissoorten met een uitwendige bevruchting.

De vrouwtjes zijn binnen slechts zes tot acht weken geslachtsrijp en ze kunnen drie tot vier broedsels voortbrengen per seizoen. Het eerste broedsel bevat slechts een tiental nakomelingen, maar later breidt zich dat uit tot 60 tot 100 nakomelingen.

Onder gunstige omstandigheden leven muskietenvisjes twee tot drie jaar. Eenmaal in een nieuwe omgeving gekomen kan deze vissoort zich enorm snel vermenigvuldigen; een groei met een factor 17 binnen 5 maanden (van 7.000 naar 120.000) behoort tot de mogelijkheden.

## Invasieve uitheemse soort
Sinds augustus 2022 staat deze soort op de lijst van invasieve exoten die zorgwekkend zijn voor de Europese Unie. Dit betekent dat de soort niet langer in de Europese Unie mag worden ingevoerd, vervoerd, gecommercialiseerd, gekweekt, gebruikt, uitgewisseld of vrijgelaten in de natuur. Bovendien mogen deze soorten niet langer worden gehouden, uitgezonderd in het geval van gezelschapsdieren die werden verworven tot 1 jaar na de opname van de soort op de Unielijst. De soort is momenteel nog afwezig in België en Nederland. Indien ze waargenomen wordt moet men ze zo snel mogelijk uit de natuur proberen verwijderen.